# جامع العمادية الكبير
يعتبر جامع العمادية من مساجد العراق القديمة ومن أهم المعالم الأثرية التاريخية في منطقة كردستان العراق، ويقع في قضاء العمادية التابع إلى محافظة دهوك، حيث شيد عام 573هـ/1177م، في عهد الدولة العباسية، وأعيد ترميمهُ وبنائه عدة مرات، ويقصده حالياً السائحون من مختلف أنحاء العالم لما لهُ من قيمة أثرية مهمة، وفيهِ مبنى منارة مئذنة تأريخية شيدت في زمن السلطان حسين الوالي، أي قبل حوالي ستة قرون، ويبلغ أرتفاعها 30 متراً، وعرض قاعدتها 3 أمتار، ولها باب بطول متر ونصف، ولها نوافذ صغيرة، ويصعد إليها بمائة وثلاث درجات مبنية من جدار المنارة، وتبلغ مساحة الجامع الكلية 2000م2، ويحوي على حرم كبير يتكون من أقواس وقباب بنيت من الصخر والجبس والطين وينقسم الحرم إلى قسمين علوي وسفلي، حيث بني الجزء العلوي أيام السلطان حسين الوالي، وفي الحرم يوجد مصلى خاص بالنساء.
وفي الجامع مدرسة تسمى مدرسة قوباد وهي من أكبر مدارس المنطقة في وقتها، حيث كانت تدرس فيها مختلف العلوم الدينية والفقهية وعلوم اللغة العربية، ولقد جدد بناءها السلطان حسين الوالي وأضاف إليها خمس غرف منام للطلاب وغرفتين للاساتذة، وشيد في جنوبها مسجد يمتاز بناؤه الهندسي بالأقواس والقبب.
وأنشأ في المدرسة مكتبة تحوي الكثير من المراجع والكتب الفقهية ومازالت المدرسة باقية بهندستها المعمارية الجميلة، بعد عمر ناهز 615 عام.